# Guy Defraigne
Guy Defraigne (Gent, 24 januari 1958) is een Belgisch voormalig roeier.
Hij nam deel aan de Olympische Zomerspelen 1972 als stuurjongen van een twee met stuurman uit Antwerpen, met zijn vader Jacques als coach en vervolgens aan de (door het Warschaupact geboycotte ) - de voor het Belgisch roeiteam succesvolle Olympische Zomerspelen 1984, als roeier in hetzelfde boottype. De gestuurde twee stond de laatste keer op het programma in het Roeien op de Olympische Zomerspelen 1992. Het hecht gezinsteam met broer William Defraigne als teamgenoot en vader Jacques als coach eindigde voorlaatste, voor Cuba.
Hij is na zijn roeiersloopbaan actief geworden in de medisch - commerciële sector. Hij maakt  sinds 2009 deel uit van de bestuursraad van de Koninklijke Roeivereniging Club Gent en is daar ook gelegenheidstrainer. Daarna heeft hij krcg verlaten wegens persoonlijke redenen en is hij bij KRSG aangesloten.